# Benny Mardones
Benny Mardones,  nacido Rubén Armand Mardones Smith (Cleveland, Ohio; 9 de noviembre de 1946-Menifee, California; 29 de junio de 2020) fue un cantante de pop y cantautor estadounidense de origen chileno conocido principalmente por su sencillo «Into the Night». El single llegó al Top 20 en la lista de éxitos Billboard Hot 100 dos veces, en 1980 y 1989.

## Biografía
Nació en Cleveland, Ohio, pero se crio en Savage, Maryland. Fue el hijo menor del chileno Rubén Mardones Vignes, oriundo de Santiago, y de la estadounidense Betty Smith. Su padre, a raíz de su ascendencia francesa, se unió a la resistencia en la Segunda Guerra Mundial, y luego se estableció en Estados Unidos donde conoció a Betty.
Mardones inició su carrera como compositor, escribiendo canciones para cantantes como Brenda Lee y Chubby Checker. En 1978 Tommy Mottola le recomendó que grabara sus propias canciones. Escribió y grabado más de 100 canciones.
De esa forma inició su carrera como solista, vinculada al éxito de la canción «Into the Night»,fue considerado un one-hit wonder a raíz del éxito de ventas obtenido con esta canción en diferentes países del mundo. 
En 1980, a pesar del éxito profesional, la vida personal del artista estaba en su punto más bajo. Se encontró luchando con la adicción a las drogas, y suspendió todos los conciertos, grabaciones y apariciones. Pese a esto, continuó manteniendo un importante número de adeptos en Siracusa, Nueva York. En dicha ciudad contó con la ayuda de fanáticos como Tommy Nast, entonces director del programa en la estación local 94 Rock, por lo que su música estuvo constantemente al aire.
Cuando su hijo Michael Everett Mardones nació en 1985, Benny dejó las drogas para criar a su hijo. Se estableció en el norte del estado de Nueva York en un intento con el fin de recuperar su vida, lo que logró tras un increíble resurgimiento de su hit «Into the night» en 1989. 
Tras el resurgimiento de su carrera, Mardones firmó con Curb Records y grabó «Into the Night '89». La pista apareció en su lanzamiento homónimo. Posteriormente apareció en un Showtime tributo a Roy Orbison, junto con estrellas como Bob Dylan, John Fogerty, Johnny Cash, k.d. lang y los músicos de Elvis Presley. En dicha presentación interpretó «Running Scared», desatando una ovación tras la presentación.
Fue diagnosticado con la enfermedad de Parkinson en 2000. Durante la década estuvo grabando parte del documental titulado "Into the Night: The Benny Mardones Story" que se planeaba publicar en DVD en el otoño de 2008. Sin embargo, no fue lanzado. 
En octubre de 2011, se casó con Jane Braemer, ex miss Dinamarca. Se trasladó a residir en Playa del Rey, California.  Realizaba shows de forma continua, aunque con algunos problemas derivados del párkinson. Continuó teniendo un sustancial número de seguidores en Siracusa, Nueva York con su banda llamada The Hurricanes.
Tuvo cuatro medios hermanos —Patricia, hija de María Díaz, y Rubén, Patricio y Pamela Mardones, hijos de Raquel Celis— que viven en la capital chilena.
Falleció a los setenta y tres años el 29 de junio de 2020 en su domicilio en Menifee (California) a causa de la enfermedad de Parkinson que padecía desde el 2000.

## Into the Night
La historia detrás de "Into the Night" posicionándose[¿dónde?] dos veces ha sido esta: en 1989, KZZP, una estación radial en Arizona, emitió un segmento titulado "Where Are They Now?" (¿Dónde están ahora?). La pregunta más popular era "Whatever happened to the guy who sang 'Into the Night'?" (‘’¿Qué le pasó al tipo que cantaba “Into the Night”?’’) Scott Shannon, el entonces director de programación de radio pirata en Los Ángeles, añadió "Into the Night" a su lista de reproducción.  Estaciones radiales en todo el país siguieron el ejemplo e "Into the Night" fue una vez más un éxito.

## Discografía
- 1978: Thank God for Girls
- 1980: Never Run, Never Hide
- 1981: Too Much to Lose
- 1989: Benny Mardones
- 1996: Stand By Your Man
- 1998: Bless a Brand New Angel
- 2002:  A Journey Through Time
- 2006: Let's Hear it for Love
- 2008: Extended Versions